# محمود عبد العال
محمود عبد العال (مواليد 1992) هو ملاكم مصري، مثّل بلاده في الألعاب الأولمبية الصيفية 2016.

## روابط خارجية
محمود عبد العال على موقع اللجنة الأولمبية الدولية (الإنجليزية)
- محمود عبد العال على موقع أوليمبيديا (الإنجليزية)